# Floszmann Attila
Floszmann Attila (Budapest, 1982. március 31. –) magyar fotó- és installációművész.

## Élete
2007-ben szerzett diplomát a Budapesti Gazdaságtudományi Egyetem THM német karán.
Autodidakta fotográfus. 2009-től szabadúszóként dolgozik, amikor is elkezdett foglalkozni az analóg fotográfiával.
2011-ben, egyhónapos útja során a líbiai forradalom utolsó heteiben lejárt Polaroid nyersanyagra készült a „Silenceafter the Revolution” (Forradalom utáni csend) című sorozata. A lejárt filmnyersanyagon a sivatagi idő is nyomott hagyott, mindez együttesen sajátos elmosódást eredményezett, amely valamiféle álomszerű világot kölcsönöz a képeknek. A sorozat az istanbuli The Empire Project galériában került bemutatásra első alkalommal az egyik legjelentősebb magyar fotográfussal Kerekes Gáborral és Czigány Ákossal közös kiállításon. Az ebből az anyagból készült speciális album a Nessim Galéria standján aVienna Photo Book fesztiválján debütált 2013-ban, amelyik évben Floszmann Attila visszautazott még egyszer Líbiába, de ekkor már az emberekre fókuszált és interjúkat készített azokkal, akiket a több évtizedes könyörtelen diktatúra elnyomásából és a jövőtől való félelemből született traumák ejtettek fogságba. Ezután egy komplex projektet hozott létre csapatmunkában Berlinben. A közel húsz beszélgetés közül hármat dolgoztak fel, ezek képezik egy kiállítás anyagát.

| „ | A végleges cél, hogy a sorozat szobrok, installációk, zene kíséretében jelenítse meg a háború külső, illetve belső térképét | ” |
| – Floszmann Attila 2016-os alkotási folyamatáról, melyben a fotográfián túl tárgyak és anyagok beemelésével kísérletezik. artportal.hu | |   |

2014-ben Berlinben a Martin-Gropius-Bauban első kortárs magyarként állították ki sorozatát olyan világhírű fotográfusokkal mint a holland Erwin Olaf, amerikai Nan Goldin, Trevor Paglen, a londoni alkotópáros Adam Broomberg és Oliver Chanarin vagy a francia Antoine d'Agata.
Készített már dokumentumfotókat az ukrajnai Doneckben, de járt Egyiptom háborús zónájában is.
2010–2016 között a Fiatalok Fotóművészeti Stúdiója fotóművészeti műhely, 2011-től 2015-ig pedig az InstART alkotócsoport tagja volt.
Kiállított már többek között az athéni, pozsonyi, luxemburgi és berlini Fotó Hónap (Memory Lab - European Month of Photograpy) eseményen is.

## Díjai, elismerései
- 2016 jelölték Pictet-díjra
- 2016 Pécsi József fotóművészeti ösztöndíj[6]
- 2013 elnyerte a PHOS különdíját a torinói NOPX nemzetközi művészetikönyv fesztiválon[7]
- 2012 3. helyezett - 4. Nemzetközi Portfolio Review, Bécs
- 2012 a zsűri különdíja - XVIII. Esztergomi Fotográfiai Biennálé
- 2012 DST 2012 díj jelölés (Braga, Portugália)
- 2012 Nominee for Portfolio 2012 at PhotoIreland Festival 2012 (Dublin)
- 2012 Santa Fe Portfolio Review jelölés (Santa Fe, USA)
- 2010 a zsűri különdíja - Photoport (Pozsony)
- 2010 különdíj - Fotóporta (Budapest)

## Sorozatai
- 2011-2013 „Silenceafter the Revolution” (Forradalom utáni csend)
- 2016 Unknown Landscapes
- Suicide no. 78

## Kiállításai
Csoportos
- 2016 Memory Lab, Ljubljana, Szlovénia
- 2015 Memory Lab III: Traces – Cercle Cité, Luxemburg[8]
- 2015 Memory Lab: Silence after the Revolution - Benaki Múzeum, Athens Photo Festival 2015 Main Programme[9]
- 2014 Memory Lab: Photography Challenges History - MUSA - Museum Startgalerie Artothek, Bécs
- 2014 Memory Lab: The Sentimental Turn - Photography Challenges History - Martin-Gropius-Bau, Berlin[10]
- 2014 Memory Lab: fotografia a metahistória - Institut Français de Slovaquie, Pozsony[11]
- 2014 Young Kertesz & Young Hungarians - Long Room, Pikermi, Görögország[12]
- 2014 Vienna Photo Book Festival, Bécs[13]
- 2013 Vienna Photo Book Festival, Bécs[14]
- 2013 InstART alkotócsoport Polaroid, Regionális Összművészeti Központ (REÖK), Szeged
- 2013 Random:13, Design Terminál, Budapest
- 2013 Artist’s book contest, NOPX Gallery,[15] PHOS Cultural Centre, Chieri-Torino
- 2012 Traces at The Empire Project, TheEmpireproject Gallery (Kerekes Gáborral és Czigány Ákossal), Isztambul[16][17]
- 2012 InstART alkotócsoport Polaroid, Kolta Galéria, Budapest
- 2012 InstART alkotócsoport Polaroid, Magyar Fotográfiai Múzeum
- 2012 InstART alkotócsoport Polaroid, XVIII. Esztergomi Fotográfiai Biennálé
- 2011 It was just a Glitch – Hibaművészeti kiállítás, Chinese Characters Galéria, Budapest[18]
- 2010 FIGYELEM, Fiatalok Fotóművészeti Stúdiója (FFS), ArtBázis Összművészeti Műhely, Budapest[5]
- 2010 ARC óriásplakát kiállítás, Budapest
- 2010 Hibaizmus, Három Hét Galéria, Budapest
- 2008 Ezüstkép, B52 Galéria

Egyéni
- 2016 Installáció a Köztársaság című előadáshoz a Silence after the Revolution átdolgozásával, Zsámbéki Színházi és Művészeti Bázis[19]
- 2012 "Africa" (Les Frankolorés), A38 Kiállítóhely, Budapest[20]